# Slovnično število
Slovnično število je v slovnici količina, ki izraža število. V slovenščini imamo tri števila:
- Jabolko je rdeče. (ednina)
- Jabolki sta rdeči. (dvojina)
- Jabolka so rdeča. (množina)

V slovenščini se (slovnično) število zaznamuje s končnico in sicer pri samostalnikih, pridevnikih ter osebnih glagolskih oblikah.
Primeri: 
- breza, brezi, breze
- lepa, lepi, lepe
- raste, rasteta, rastejo

Namesto dvojine se uporabi množina, kadar gre za značilne dvojice: novi čevlji - čeprav sta dva nova čevlja, dolge roke, modre oči, široki rokavi.
Slovenščina je sicer eden zelo redkih jezikov, ki je ohranila dvojino in jo v polni meri skoraj neokrnjeno uporablja.

## Slovenična števila podrobno
Večina jezikov širom sveta, ki pozna slovnična števila, uporablja ednino in množino, pri čemer se ednina nanaša na en predmet, množina pa na vse kar je več od 1. 

### Ednina
Primer: Ena črna mačka teče.

### Dvojina
Dvojina označuje dva predmeta, poznajo jo sanskrit, stara angleščina, stara grščina, med modernimi evropskimi jeziki pa slovenščina.
Primer : Dve črni mački tečeta.

### Množina
To slovnično število se navezuje na manjše ali nedoločeno število. Pri večini svetovnih jezikov (srbščina, hrvaščina, poljščina, arabščina) označuje število, ki je večje od 1 in manjše od mnogo, pri slovenskem jeziku pa označuje število, ki je večje od 2 in manjše od mnogo, torej označuje števili 3 in 4.  Množino se uporablja tudi kadar število ni določeno. Samostalnik dobi množinsko končnico.
Primer : Tri črne mačke tečejo. Štiri črne mačke tečejo.
Ali: Črne mačke spijo.

### Skupina
Skupina je vse, kar je več od 4, pri čemer je število deležnikov v skupini znano. Glagolska sklanjatev za število 5 in več se pri slovenščini povrne v obliko ednine, medtem ko samostalnih dobi množinsko končnico.
Primer : Pet črnih mačk teče. (v ednini : Ena mačka teče)
Ali : Tukaj JE osem črnih mačk.

### Supermnožina
Supermnožina označuje veliko skupino. Avstralski domorodci, ki govorijo barngarla jezik, uporabljajo ednino, dvojino, množino in supermnožino. V slovenščini se supermnožina navadno označuje s končnico -evje, na primer: ladjevje, borovničevje, jagodičevje, mostovje, drevje, grmovje.